# دیمیتری یفرموف (بازیکن فوتبال، زاده ۱۹۷۴)
دیمیتری یفرموف (روسی: Дмитрий Леонидович Ефремов؛ زادهٔ ۱۲ دسامبر ۱۹۷۴) بازیکن فوتبال اهل اوکراین است.